# Keepin' the Summer Alive
Keepin' the Summer Alive es el vigésimo cuarto álbum de estudio de la banda de rock estadounidense The Beach Boys, publicado el 24 de marzo de 1980, fue distribuido por Brother, Caribou y CBS. Fue producido por Bruce Johnston, tras los abortados intentos por tener a Brian Wilson como productor del álbum. Es el último el álbum con los seis componentes del grupo juntos, ya que Dennis Wilson moriría ahogado en diciembre de 1983. El álbum también cuenta con el guitarrista Joe Walsh de Eagles en la canción "Keepin' the Summer Alive". Keepin' the Summer Alive alcanzó el puesto n.º 75 en los Estados Unidos y el n.º 54 en el Reino Unido.

## Historia
Después de que L.A. (Light Album) falló en cumplir con algunas expectativas, los ejecutivos de CBS esperaron la participación como productor de Brian Wilson. En julio de 1979, después de que Brian y Mike Love rápidamente compusieron algunas nuevas canciones, The Beach Boys volvieron a Western Recorders en Los Ángeles (en donde la mayor parte del material de los años 1960 de la banda, había sido producido por Brian). Las cosas no se resolvieron tal como fue previsto, Dennis Wilson estaba en desacuerdo con el resto del grupo, por lo que abandonó las sesiones, solo contribuyendo en "When Girls Get Together". Las sesiones iniciales fueron interrumpidas cuando Brian intento trabajar en viejas canciones, de ahí la inclusión de "School Days" de Chuck Berry.
La banda hizo un pequeño cambio, reemplazó a Brian Wilson como productor poniendo a Bruce Johnston. El álbum fue grabado en el estudio de grabación de Al Jardine. De las nuevas canciones, "Keepin' the Summer Alive" y "Livin' with a Heartache" fueron escritas por Carl Wilson y Randy Bachman.
Keepin' the Summer Alive fue publicado en marzo de 1980, llegó al puesto n.º 75 en los Estados Unidos y n.º 54 en Reino Unido. Después de esto, The Beach Boys no publicarían otro álbum durante otros cinco años, además este es el último álbum de estudio con la presencia de Dennis Wilson, quien en 1983 moriría ahogado.

## Lista de canciones
Todas escritas por Brian Wilson y Mike Love, excepto donde se indica.
| Lado A |                                                          |                         |          |  |
| N.º    | Título                                                   | Vocalista principal     | Duración |  |
| 1.     | «Keepin' the Summer Alive» (Carl Wilson y Randy Bachman) | Carl Wilson             | 3:43     |  |
| 2.     | «Oh Darlin'»                                             | Carl Wilson y Mike Love | 3:52     |  |
| 3.     | «Some of Your Love»                                      | Mike Love y Carl Wilson | 2:36     |  |
| 4.     | «Livin' with a Heartache» (Carl Wilson y Randy Bachman)  | Carl Wilson             | 4:06     |  |
| 5.     | «School Day (Ring! Ring! Goes The Bell)» (Chuck Berry)   | Al Jardine              | 2:52     |  |

| Lado B |                                               |                                       |          |  |
| N.º    | Título                                        | Vocalista principal                   | Duración |  |
| 1.     | «Goin' On»                                    | Mike Love, Carl Wilson y Brian Wilson | 3:00     |  |
| 2.     | «Sunshine»                                    | Mike Love                             | 2:52     |  |
| 3.     | «When Girls Get Together»                     | Brian Wilson y Mike Love              | 3:31     |  |
| 4.     | «Santa Ana Winds» (Brian Wilson y Al Jardine) | Al Jardine y Mike Love                | 3:14     |  |
| 5.     | «Endless Harmony» (Bruce Johnston)            | Carl Wilson y Bruce Johnston          | 3:10     |  |

## Créditos
The Beach Boys
- Brian Wilson – voz principal, armonía y coros, piano, teclados, sintetizador
- Carl Wilson – voz principal, armonía y coros, guitarra
- Al Jardine – voz principal, armonía y coros, guitarra, palabra hablada e introduction o "Santa Ana Winds"
- Mike Love – voz principal, armonía y coros
- Bruce Johnston – voz principal, armonía y coros, piano, teclados, sintetizador, producción
- Dennis Wilson – batería y percusión en "When Girls Get Together"

Músicos adicionales
- Scott Mathews – batería, voces
- Steve Douglas – saxofón
- Steve Ross
- Ricci Martin
- John Hobbs
- Joe Walsh – guitarra principal en "Keepin' the Summer Alive"
- Daryl Dragon – teclados
- Caleb Quaye
- Gary Mallaber
- Joel Peskin – saxofón
- Dick Hyde – trombón
- Billy Walker
- Brian Garofalo
- Chuck Findley
- Mike Meros – teclados
- Steve Forman
- Igor Horoshevsky
- Bill House
- Vince Charles
- Ray Armando
- Ricky Fataar – batería, percusión
- Efraín Toro

Arreglos
- Bob Alcivar – cuerno arreglos
- Harry Betts – cuerda arreglos

Personal técnico
- Bruce Johnston – productor
- Steve Desper – ingeniero jefe
- Chuck Leary – ingeniero
- Chuck Britz – ingeniero
- Rodney Pearson – ingeniero
- Brian Behrns – ingeniero segundo

Arte de tapa
- John Alvin – ilustración
- Tony Lane – director artístico
- Gary Nichamin – fotógrafo

## Equipo
Según datos del insert de la edición original en vinilo:
Micrófonos para voz
- Neumann M-49, RCA 77-DX, Wahrenbrock PZM-A.

Micrófonos para instrumentos
- AKG C-24, D-12, PZM-A, Neumann U-87, KM 84, Shure SM 57.

Todas las grabaciones se realizaron con consolas Neve operando en clase A, y se registró con grabadoras de 24 pistas Studer A-800, la consola asistida por computadora NECAM se unió electrónicamente para la mezcla final de 48 pistas.